# Folkets Vilje - Felles Framtid
Folkets Vilje - Felles Framtid (FVFF) var ett tidigare norskt politiskt parti, bildat av avhoppare från Pensjonistpartiet.
I stortingsvalet 1993 ställde man upp under valbeteckningen Felles Framtid. 1995 bytte partiet namn till Folkets Vilje och 1999 till Generasjonspartiet.